# Menhir des Planches
Der Menhir des Planches befindet sich in Vaubaine, östlich des Steinbruchs von Orival und südlich des Château des Planches, westlich von Amblie am rechten Ufer des Seulles, im Departement Calvados in der Normandie in Frankreich.
Der sechseckige, säulenförmige Menhir hat eine Höhe von 1,35 Metern. Es sind Spuren seiner Verkeilung an der Basis zu sehen. Ein etwa fünf Zentimeter tiefes Schälchen (französisch cupules) sowie parallele Kanäle sind auf dem Stein zu sehen. Kleinere Schälchen liegen auf der Oberseite und an den Seiten des Steins.
1913 führte Raoul Doranlo, Mitglied der französischen prähistorischen Gesellschaft, eine Zählung alter Steine in der Region nördlichen von Caen durch. Er berichtete von einigen bemerkenswerten Steinen rund um Amblie. Er wies darauf hin, dass Menhire oft klein sind und viele von ihnen zertrümmert, vergraben oder von Feldern entfernt wurden. Einige wurden von den Bauern verkauft. 
Sieben weitere Menhire stehen/liegen weniger als acht Kilometer entfernt: Menhir des Demoiselles von Colombiers-sur-Seulles, La Pierre Levée du Clos St Gilles in Creully, Menhir de la Pierre Debout von Reviers, Menhir de la Demoiselle de Bracqueville von Bény-sur-Mer, Les Grosses Devises von Colomby-sur-Thaon und der Dolmen und Menhir Pierre Tourneresse von Cairon.